# Acción Yugoslava
Acción Yugoslava (en serbocroata: Jugoslovenska akcija, acrónimo JA) fue una organización nacionalista yugoslava radical que apoyó un sistema corporativista autoritario y una economía planificada, activa entre 1930 y 1935. Durante su existencia fue el grupo yugoslavo más radical. El movimiento fue fundado el 7 de enero de 1930 en Belgrado, pero tuvo sus sedes tanto en Belgrado (en Serbia) como en Zagreb (en Croacia), aunque se desarrolló principalmente en Croacia. El movimiento apoyó la dictadura del rey Alejandro I (declarada en 1929). Otros afirmaron que la organización era fascista, aunque el propio partido lo negó. Ha sido descrito como uno de los tres movimientos fascistas notables, el otro es la Asociación de Combatientes de Yugoslavia y el Movimiento Nacional Yugoslavo, que surgieron en Yugoslavia en la década de 1930, todos los cuales apoyaron a la monarquía y alcanzarían su cenit durante la ocupación de Yugoslavia por parte del Eje (1941-1945).
La organización adoptó símbolos que imitaban al NSDAP, como una esvástica azul y una mano derecha levantada. Se fusionó con otras organizaciones, como Boj ("Batalla") en Eslovenia, y grupos que estaban detrás de publicaciones como Zbor ("Consejo") y Otadžbina ("Patria") con sede en Belgrado, y Budjenje ("Despertar") en Zrenjanin, para formar el Movimiento Nacional Yugoslavo dirigido por Dimitrije Ljotić a principios de 1935. El núcleo del Movimiento Nacional Yugoslavo, también conocido como "Zbor", fue reclutado de Acción Yugoslava. Zbor no jugó un papel significativo antes de la ocupación alemana; posteriormente, sin embargo, fue uno de los principales partidarios de la administración militar nazi.